# Sofia Giordano
Pour les articles homonymes, voir Giordano.
Sofia Giordano, née le 30 avril 1778 à Turin et morte le 26 avril 1829 dans la même ville, est une peintre sarde.

## Biographie
Sofia Giordano est née en 1778 ou en 1779 à Turin,, de parents pauvres, sous le nom de Sofia Clerc ; son nom de jeune fille a également été écrit sous diverses variantes similaires telles que Clerk, Clerck, Le Clerc ou Lecler. Très tôt, elle fait preuve d'un talent pour le dessin, et le peintre Pietro Jacopo Palmieri (1737-1804) lui recommande de poursuivre ses études, avec l'aide du banquier Giacinto Vinay. À 18 ans, elle se rend à Rome pour étudier la peinture miniature et le pastel avec Theresa Concordia Maron, sœur aînée d'Anton Raphael Mengs. Pendant cette période, en 1801, elle devient membre de l'Accademia di San Luca comme miniaturiste, et Giovanni Domenico Cherubini (1754-1815) fait à cette occasion son portrait, qui est conservé par l'Académie. Elle produit trois copies au pastel durant cette période de ses études avant de se tourner vers la peinture de miniatures sur ivoire. Après quelques années, Vinay exige son retour à Turin, où elle poursuit ses études à l'Académie des sciences de Turin. En 1803, elle épouse le chirurgien Giovanni Giordano, dont elle aura deux enfants,, et continue à peindre et à exposer sous son nom de jeune fille. Elle continue à produire des pastels, et elle commence à travailler à l'huile sur toile. En 1812, l'académie de Turin lui décerne une médaille d'or pour son travail. 
Elle meurt le 14 mai 1829 dans sa ville natale d'une "fièvre nerveuse",.
Son œuvre gagne, entre autres, la reconnaissance de Napoléon Bonaparte, dont elle a fait un portrait. Elle se consacre à copier les maîtres, surtout l'Albane et le Titien. Un portrait au pastel de Giacinto Vinay est conservé dans la collection du Palazzo Mazzetti (it) à Asti,.

## Galerie

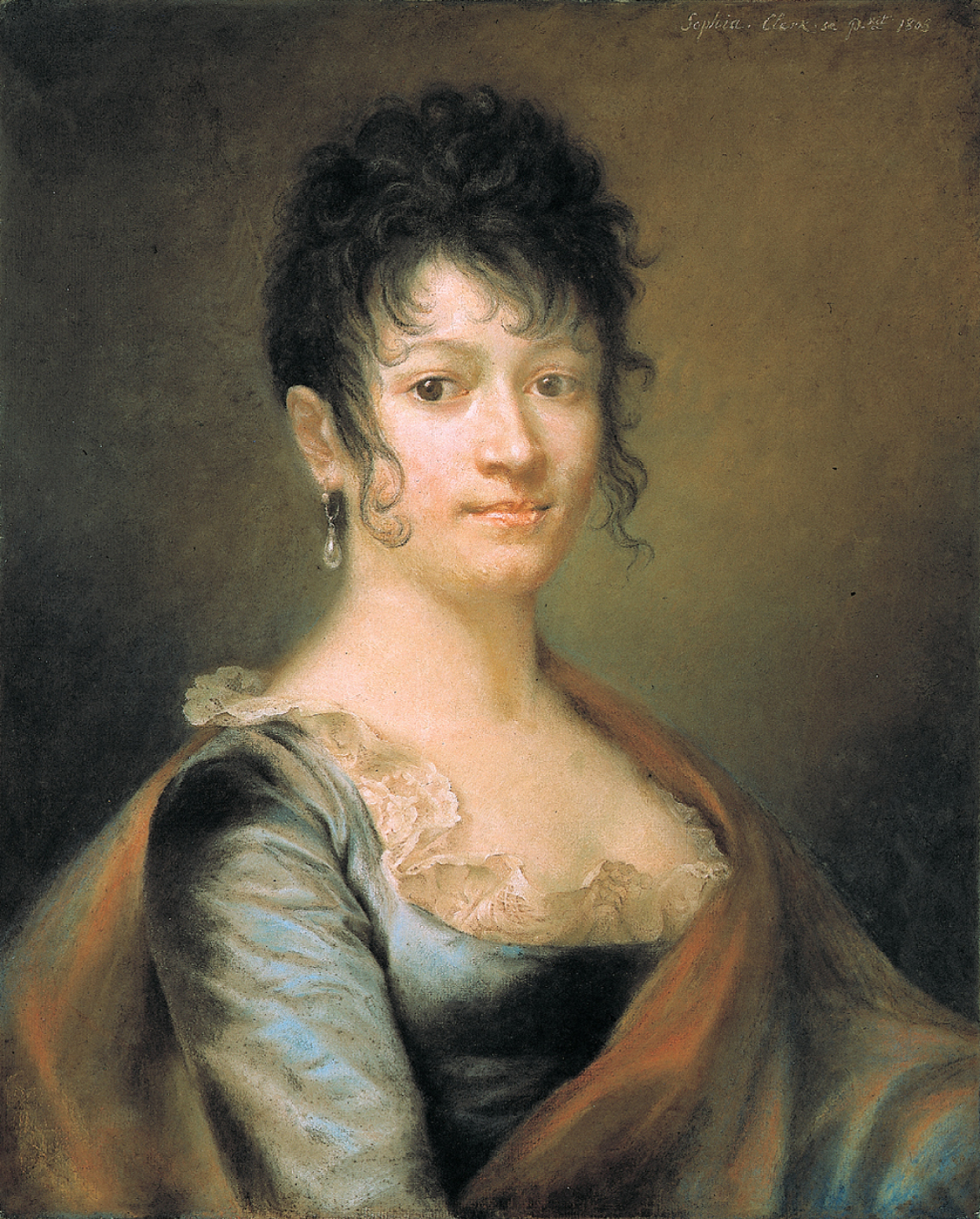
Autoportrait, pastel, 1805
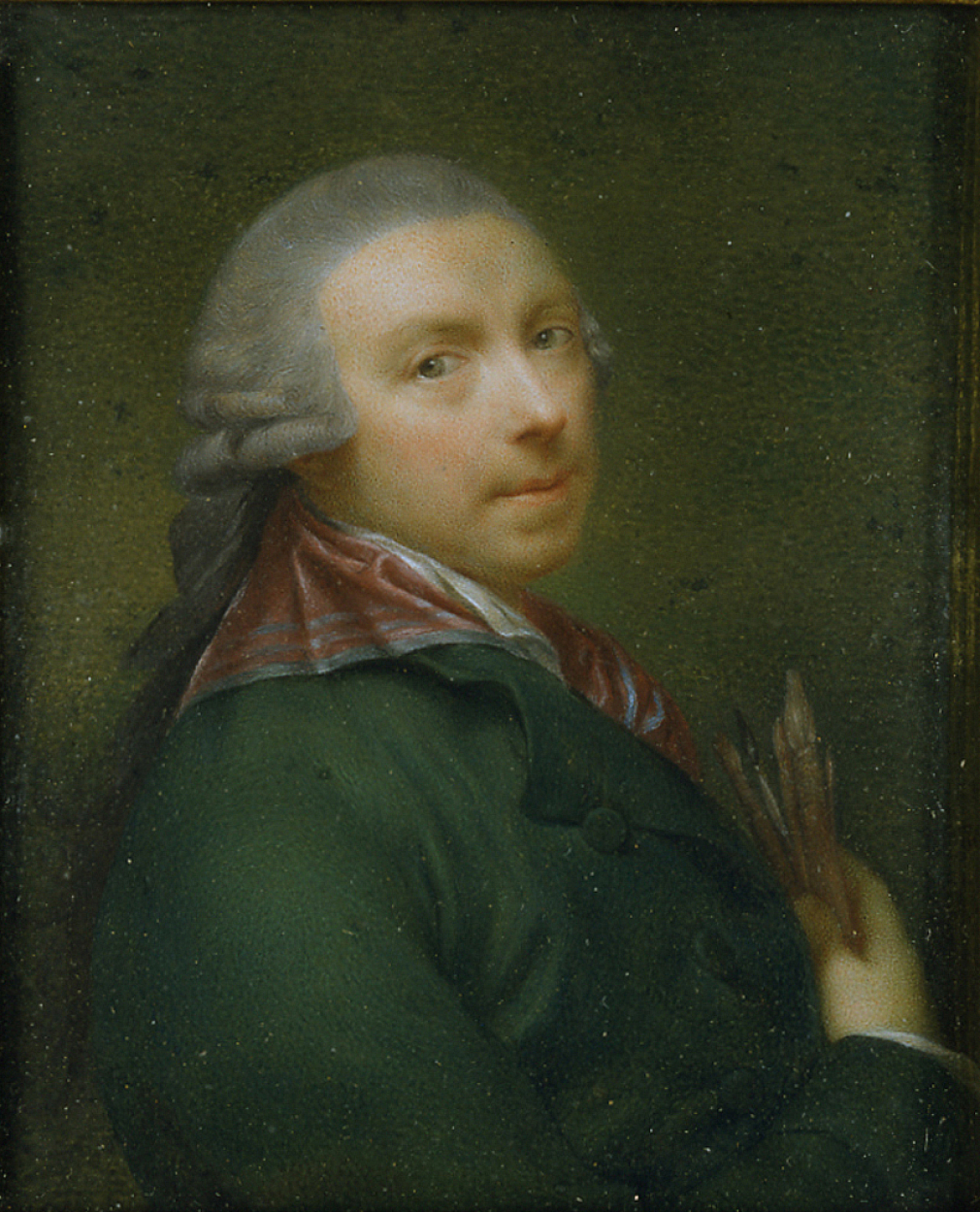
Portrait d'Anton von Maron
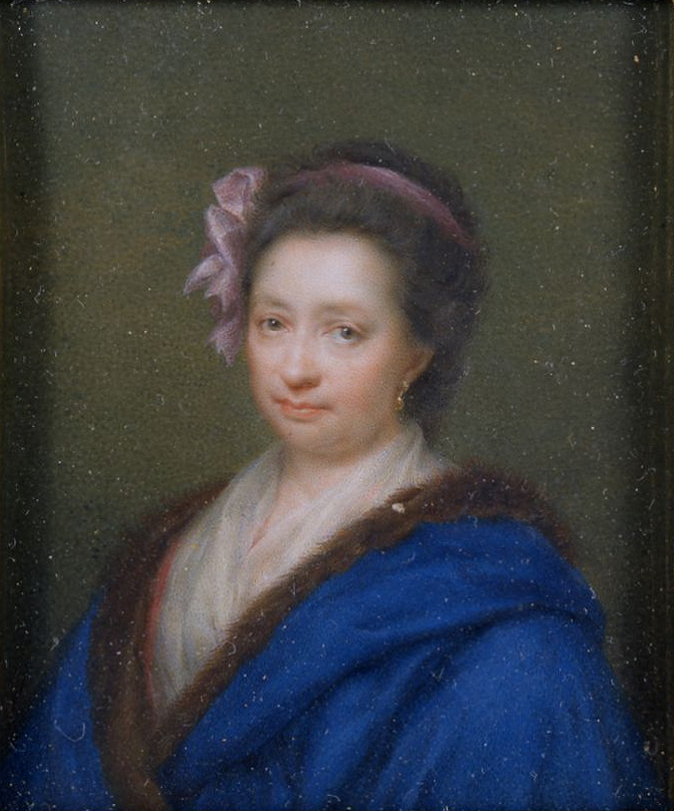
Portrait de Theresa Concordia Maron, miniature d'après une huile sur toile c.1789 d'Anton von Maron